# 16035 Sasandford
16035 Sasandford este un asteroid din centura principală de asteroizi.

## Descriere
16035 Sasandford este un asteroid din centura principală de asteroizi. A fost descoperit pe 24 martie 1999 la Stația Anderson Mesa în cadrul programului LONEOS. Asteroidul prezintă o orbită caracterizată de o semiaxă mare de 2,78 ua, o excentricitate de 0,09 și o înclinație de 9,5° în raport cu ecliptica.